# Tramea lacerata
Tramea lacerata ist eine Libellen-Art der Gattung Tramea aus der Unterfamilie Pantalinae. Verbreitet ist die Art in den gesamten USA sowie im südlichen Kanada.

## Merkmale

### Bau der Imago
Die T. lacerata erreicht eine Länge von 47 bis 55 Millimetern, wobei 31 bis 38 Millimeter davon auf das Abdomen entfallen.
Das Gesicht ist bei Jungtieren gelblich wird bei den Männchen aber mit dem Alter schwarz. Das Labrum ist bei den Männchen schwarz bei den Weibchen hingegen nur schwarz berandet. Die Kopfoberseite ist metallisch violett. Der Thorax ist braun mit einem schwarzen Schimmer. Die Hinterflügel erreichen eine Länge von 40 bis 48 Millimeter und weisen am Ansatz eine ausgeprägte schwarze Färbung auf. Sonst sind die Flügel durchsichtig. Das Pterostigma ist bräunlich schwarz. Auch die Beine sind schwarz. Des Weiteren weist der Flügel zehn Ante- sowie neun Postcubitaladern auf.
Das Abdomen ist bis auf ein paar gelbe Flecken auf den mittleren Segmenten ebenfalls schwarz.